# Drašar (román)
Dílo  Drašar  je typickým východočeským románem Terézy Novákové. Jedná se o poslední velký román této autorky. Dílo začala psát roku 1908, avšak nápad tehdy nosila v hlavě již déle než deset let. Román psala dva roky. Ke knižnímu vydání však došlo až posmrtně, v roce 1914. Materiály k sepsání tohoto románu sbírala po delší čas, jelikož se zakládá na skutečné osobě. Jedním z největších podkladů jí byly osobní rukopisy J. V. J Michla (Drašara), hlavního hrdiny onoho románu, které získávala především v poličském městském archivu, a rovněž vlastní vzpomínky jeho přátel, jak sama uvádí v předmluvě.

## Obsah
Tento monografický román začíná předmluvou, ve které je napsáno věnování – géniu Richarda Wagnera, poté následují dva citáty, od Jana Kollára a Terentia. Kniha je dále chronologicky řazena do čtyřiadvaceti kapitol, vyprávěných v er-formě. Každá z nich představuje jinou životní etapu Drašara. Nejvíce se však příběh odehrává v 30. a 40. letech 19. století. Kromě líčení životní cesty Michla se autorka velmi detailně zaměřuje také na popisy přírody a venkovských reálií. 
Samotný děj začíná narozením hlavního hrdiny. Malý Josef Václav se narodí do rodiny poličského měšťana Antonína Petra Michla a Veroniky Michlové, kterým je odjakživa přezdíváno Drašarovi, jako druhé dítě. Má starší sestru Johanu, která je chromá na pravou ruku. Jozífek se tak stává vytouženým synem, který je poctěn nejen líbezným vzezřením, ale také inteligencí a pílí. Jeho rodiče se proto usmyslí, že syna dají na kněžská studia do Litomyšle. Zde nějakou dobu přebývá u Skřivánkových. Jan Skřivánek je obecním sluhou slavného litomyšlského magistrátu. Nepříznivá finanční situace u Drašarů však nedovoluje na syna posílat dostatek peněz, a tak Josef Václav zažívá bídu. Proto prosí rodiče, aby ho místo ke Skřivánkům poslali k jejich příbuzným Štursům. Kvůli vzájemným rodinným rozepřím však svolení nedostává, a tak musí žít i nadále u Skřivánků. I přesto je studentem velmi snaživým a dobrým. 
O pár let později vstupuje do piaristického řádu. Důvody jsou k tomu hned dva; láká ho představa dalšího studia, a především možnost psaní a rozšiřování českého jazyka. A dalším důvodem byla bezesporu stále přetrvávající špatná finanční situace, která by se příchodem do piaristických kolejí nadobro vyřešila. Při vstupu do řádu dostává jméno Justin – spravedlivý. Záhy ale pochopí, že si nevybral správně. Ostatní jeho vášeň pro český jazyk dostatečně nechápou, někteří se mu zčásti i vysmívají. Jeho zájem o teologické studium silně upadá a mladého Drašara napadají myšlenky o vystoupení z kolejí. Tyto domněnky jistě podporují i návštěvy u Štursových, kam i přes rodinné rozepře stále chodívá. Má totiž velmi dobrý vztah se svojí sestřenicí Aninkou Štursovou, který Justinovi dokazuje, že život bez dívky, který si sám zvolil, asi nebude životem nikdy úplně šťastným. Přesto v kolejích zůstává a složí i závěrečné zkoušky.
Po smrti své maminky Veroniky zdědí poměrně značnou část majetku, kterou však jako kněz nemůže vlastnit. O dědictví se tedy stará jeho sestra Johana společně s otcem a pyšní se tím před celým městem. Roku 1841 se Josef Václav Justin Michl na nějaký čas usazuje v Berouně, kde potkává mladičkou Vilemínu Fraňkovou. S ní pocítí první skutečné vzplanutí lásky. Mína se mu stává jeho Hévou, Živou, (čímž nalézáme přímý odkaz na Kollárovu Slávy dceru). Nějaký čas se potají scházejí, povětšinou v nějakém lesíku, kde si vyznávají lásku a spřádají plány do budoucna. Michl přemýšlí o přestěhování do ciziny, případně o přestoupení k protestantům. Pro pomoc si jede ke svému vzoru – Kollárovi do Uher. Před ostatními se pobyt snaží podat jako léčebný. Zde se mu však kýžené pomoci nedostane a Drašar je jednáním svého idola poněkud zklamán. Marně doufá, že mu pomůže revoluční rok 1848, který by mohl zrušit celibát. Mezitím se ale dozvídá, že Vilemína po dobu jeho nepřítomnosti již přislíbila své srdce jinému.
Uchyluje se do Březin, zde působí jako učitel, který již vystoupil z řádu. Svůj volný čas tráví u Myšků. Zde si ho velice oblíbí jejich podruhyně Terka Lapáčková. Moc si pana Drašara váží a nikdy nezapomíná, že je to učený člověk. Michl se jí svěří, že si zde v Březinách našel známost. Zamiloval se do odvážné Pepičky Maděrů, která jeho lásku opětovala jako zatím žádná jiná. Jejich city jsou upřímné, avšak, kvůli Michlově situaci svůj vztah drží v tajnosti, a proto ho Pepička navštěvuje pouze za tmy. Z nočních návštěv přijde na svět dítko. Holčička, které dali jméno Justýnka. Pepička však pět neděl po porodu umírá. Josef Václav Justin Michl tak přichází o lásku svého života a malá Justýnka o maminku. Vychovávána byla svou tetou Johanou (v té době již vdovou Bártovou), která ji vychovávala přísně, ale jak nejlépe dovedla.
Jakmile se lidé dozvěděli, že pan Drašar, jakožto bývalý kněz, zplodil nemanželského potomka, přestali si ho vážit úplně. Vyhýbali se mu a považovali ho za pomateného blázna. Maděrovi ho však i nadále měli rádi, věděli, že jejich Pepičku upřímně miloval. Michl si za nějaký čas namluvil i sestru své zemřelé lásky, a to Káču. Prý proto, že mu ji nesmírně připomínala. I ta  ale zemřela. Drašar však k životu ženu zkrátka potřeboval. Nalezl si pro sebe Annu Černou, s kterou přivedl na svět syna Vilíka. Nejednalo se však o žádnou velkou lásku. Anna byla hloupé, sotva devatenáctileté děvče. Michlovi vůbec nerozuměla a byla s ním jen z důvodu, že ji měl do života kdo zaopatřit. Po tomto druhém nemanželském dítěti se od Drašara odvrátili už téměř všichni. Jeho zdravotní stav se začínal rapidně zhoršovat a roku 1862 zemřel. V bídě a bez důstojnosti.

## Jazyk, charakteristika, styl
V díle se objevuje řada odborných výrazů spojených se spisovným jazykem, avšak pouze v momentech, kdy mezi sebou hovoří vzdělaní lidé z okruhu Drašara. U prostých občanů nacházíme nespisovnost a silné prvky nářečí.   
Drašara, jakožto ústřední postavu máme možnost pozorovat od dětství až po sklonek života, a tím tak sledovat jeho vývoj. Ostatní postavy spíše jen dokreslují Michlův příběh. J.V.J. Michla lze charakterizovat jako člověka poctivého, učeného a cílevědomého. Na druhé straně také tvrdohlavého, místy až naivního a bytostně toužícího po ženské náruči.
Tři roky po dokončení tohoto románu Nováková umírá. Občas bývá omylně nazývána autorkou regionálních venkovských románů. Popisování venkovských reálií byl však pouze prostředek k poskytnutí skutečných obrazů, které stály v pozadí silných příběhů bojujících za šťastný život.